# درانو
درانو (به لاتین: Drawno) یک شهر و گمینا در لهستان است که در گمینا دراونو واقع شده‌است. درانو ۵٫۰۳ کیلومتر مربع مساحت و ۲٬۳۹۹ نفر جمعیت دارد.